# Michel Aumont (acteur)
Michel Aumont (Parijs, 15 oktober 1936 - 28 augustus 2019) was een Frans acteur die naast zijn film- en televisiewerk ook een lange en drukke theatercarrière heeft uitgebouwd.

## Leven en werk

### Afkomst en toneelopleiding
De vader van Michel Aumont was toneelmeester bij de Comédie-Française. Zijn moeder was actrice Hélène Gerber. Van jongs af aan werd Aumont door haar meegenomen in het theatermilieu. In Avignon wendde ze haar invloed aan opdat hij kinderrollen kon spelen in stukken van bescheiden omvang. Hij ging toneellessen volgen in Colmar waar zijn moeder lesgaf. Op 18-jarige leeftijd vervolgde hij in Parijs zijn opleiding aan het Conservatoire national supérieur d'art dramatique. In 1956 behaalde hij er onder meer een eerste prijs voor modern toneel waarop de Comédie-Française hem onmiddellijk aannam. Een jaar later werd hij echter opgevorderd door het leger. Hij vervulde zijn (algemeen verlengde) dienstplicht in Algerije.

### Bloeiende en drukke toneelcarrière
Na zijn legerdienst bleef hij gedurende meer dan dertig jaar verbonden aan de Comédie-Française waar hij in ongeveer alle grote stukken van Molière speelde. Hij ontpopte zich alras tot een echte allrounder die met evenveel gemak het klassiek repertoire (Shakespeare, Claudel, Montherlant, Rostand, Feydeau ...) als de moderne auteurs (Ionesco, Pinget, Beckett ...) vertolkte. Vooral tussen 1960 en 1980 was hij met de regelmaat van een klok op het podium te zien.
Na zijn tijd bij de Comédie-Française zette hij onvermoeibaar zijn toneelcarrière voort in een hele reeks Parijse zalen, met een opvallende voorkeur voor jonge hedendaagse dramaturgen.

### Televisie
De televisie deed voor het eerst een beroep op Aumonts talent in 1966 voor de opname van een toneelstuk. Vervolgens was hij te zien in heel wat andere stukken die voor de televisie werden bewerkt en verfilmd, werk van onder meer Molière, Sophocles, Claudel, Giraudoux, Ionesco, Aymé, Montherlant en Ayckbourn.
Verscheidene televisiefilms en -series volgden in de loop der jaren, onder meer het op de gelijknamige roman van Zola gebaseerde feuilleton Pot-Bouille (1972), de succesrijke reeks Les Dames de la côte (1979), het rond de libertijnse veelschrijver Restif de La Bretonne opgebouwde kostuumdrama Les Nuits révolutionnaires (1989), de erg populaire op het gelijknamig werk van Alexandre Dumas père geënte miniserie Le Comte de Monte Cristo (1998).

### Film

#### Debuut in de jaren zeventig
Op het grote scherm debuteerde hij tamelijk laat. Voor zijn eerste film, de tragikomedie La Femme en bleu (1973), castte Michel Deville hem naast Michel Piccoli en Lea Massari. Deze film kondigde een heel druk decennium aan want algauw werd Aumont gevraagd door bekende cineasten zoals Claude Chabrol, Claude Zidi, Joseph Losey, Claude Sautet en Georges Lautner. Hij was ook te zien in vroege films van Bertrand Tavernier en Jean-Jacques Annaud. Het komisch universum van Francis Veber lag hem meteen want hij startte al in diens debuutfilm Le Jouet (1976). Veber en Aumont zouden daarna nog vier keer samenwerken. 
Waar hij op de planken een gelauwerde hoofdacteur is werd Aumont op het grote scherm hoofdzakelijk als karaktervolle tweedeplansacteur gecast, dikwijls in de rol van politiecommissaris (in La Femme en bleu, verontrustend en sadistisch in Chabrols Nada, in La Course à l'échalote, in Mort d'un pourri) en van vader. Hij kroop met even veel gemak in de huid van de meest diverse personages als staatsman, kabinetschef, onderzoeksrechter, directeur van de inlichtingsdiensten, aristocraat, dokter, schooldirecteur, bedrijfsleider, vastgoedmakelaar, concessionaris, bankdirecteur, winkeleigenaar, scenarioschrijver, chef-kok, priester, gangster en homoseksueel.

#### Jaren tachtig
Vanaf de jaren tachtig verdeelde Aumont zijn energie gelijkmatig over toneel, televisie en film.
Een eerste opgemerkte rol uit de jaren tachtig was zijn vaderfiguur die amper wordt verontrust door de verdwijning van zijn zoon in de komedie Les Compères (1983), zijn tweede samenwerking met Veber. Naast de kaskraker Les Compères deelde hij nog in drie bescheidener commerciële successen van de jaren tachtig: de komische stripverhaalverfilming Le Roi des cons (1981) waarin hij een bestuursvoorzitter vertolkt, het drama Un dimanche à la campagne (1984), zijn tweede film onder regie van Tavernier, waarin hij de ordentelijke fatsoenlijke zoon van de oude schilder is, en de romantische komedie Le Mariage du siècle (1985) waarin hij als koning de vader van de bruid is.
Net zoals in Légitime Violence (1982) en Prunelles Blues (1986) speelde hij in de misdaadfilm Poussière d'ange (1987) weer een politiecommissaris, deze keer van het dubieuze soort.
De historische miniseries L'Or du diable (1989), opgebouwd rond priester Bérenger Saunière, en het voormelde Les Nuits révolutionnaires (1989) kondigden reeds de voldragen historische feuilletons van de late jaren negentig aan.

#### Jaren negentig
Maar eerst nam Aumont zijn favoriete rol van commissaris opnieuw op in de politiekomedie Ripoux contre ripoux (1990), het tweede luik van de 'Ripoux'-trilogie. Enkele films later was hij weer te zien in enkele kostuumdrama's. Eerst gaf hij gestalte aan Louis Charles Auguste Le Tonnelier in de historische avonturenfilm Beaumarchais, l'insolent (Edouard Molinaro, 1996). Daarna werkte hij mee aan enkele historische miniseries (in het voormelde Le Comte de Monte Cristo uit 1998 als Baron Danglars en in Rastignac ou les Ambitieux uit 2001 als de vader van de arrivist Eugène de Rastignac).

#### Jaren tweeduizend
Aumont zette in de jaren tweeduizend zijn vruchtbare samenwerking met Francis Veber voort dankzij leuke bijrollen in diens succesvolle komedies. In Le Placard (2001) speelde hij een gepensioneerde homoseksuele psycholoog die François Pignon, zijn wat sullige op het werk moegetergde buurman, met uitgestreken gezicht aanraadt zich daar voor te doen als homoseksueel. In Tais-toi ! (2002) was hij een gek en in La Doublure (2006) was hij de huisdokter van de familie Pignon. Ten slotte was hij een gangster die de hoofdgetuige is in een proces in L'Emmerdeur (2008), de remake van een kassucces uit 1973 waarvoor Veber toen het scenario had geleverd.
In 2005 vertolkte hij met het nodige aplomb de grootkamerheer van koningin Catherine Deneuve in het in de wereld van de Europese koningshuizen gesitueerde Palais Royal !. Deze komedie werd een van de belangrijkste commerciële successen van de Franse film dat jaar.
In het ontzettend drukke jaar 2010 vertolkte hij onder meer twee stevige vaderfiguren: eerst de vader in Les Invités de mon père, een leuke tragikomedie over een 80-jarige arts op rust, die zich als geëngageerd man onvermoeibaar blijft inzetten voor de goede zaak en die op een dag een schijnhuwelijk aangaat met een mooie jonge Moldavische vrouw die illegaal in Frankrijk verblijft; vervolgens de schoonvader van een man die zijn prille uit het oog verloren kinderliefde meent te herkennen in het drama Un balcon sur la mer.

## Filmografie (selectie van bioscoopfilms)
- 1973 - La Femme en bleu (Michel Deville)
- 1974 - Nada (Claude Chabrol)
- 1974 - Grandeur nature (Luis García Berlanga)
- 1974 - La Gifle (Claude Pinoteau)
- 1975 - Le Futur aux trousses (Dolorès Grassian)
- 1975 - La Course à l'échalote (Claude Zidi)
- 1975 - Parlez-moi d'amour (Michel Drach)
- 1976 - Les Œufs brouillés (Joël Santoni)
- 1976 - Le Petit Marcel (Jacques Fansten)
- 1976 - Monsieur Klein (Joseph Losey)
- 1976 - Mado (Claude Sautet)
- 1976 - Le Jouet (Francis Veber)
- 1977 - Des enfants gâtés (Bertrand Tavernier)
- 1977 - Mort d'un pourri (Georges Lautner)
- 1977 - Pourquoi pas ! (Coline Serreau)
- 1979 - Coup de tête (Jean-Jacques Annaud)
- 1979 - Bête mais discipliné (Claude Zidi)
- 1979 - Courage fuyons (Yves Robert)
- 1981 - Le Roi des cons (Claude Confortès)
- 1981 - Celles qu'on n'a pas eues (Pascal Thomas)
- 1981 - La vie continue (Moshé Mizrahi)
- 1982 - Légitime Violence (Serge Leroy)
- 1983 - Les Compères (Francis Veber)
- 1984 - Un dimanche à la campagne (Bertrand Tavernier)
- 1985 - Le Mariage du siècle (Philippe Galland)
- 1985 - Monsieur de Pourceaugnac (Michel Mitrani)
- 1985 - Escalier C (Jean-Charles Tacchella)
- 1985 - Une femme ou deux (Daniel Vigne)
- 1986 - Cours privé (Pierre Granier-Deferre)
- 1987 - Poussière d'ange (Édouard Niermans)
- 1990 - Ripoux contre ripoux (Claude Zidi)
- 1990 - Alberto Express (Arthur Joffé)
- 1992 - Sexes faibles! (Serge Meynard)
- 1993 - Archipel (Pierre Granier-Deferre)
- 1993 - L'Ombre du doute (Aline Issermann)
- 1995 - Au petit Marguery (Laurent Bénégui)
- 1996 - Beaumarchais, l'insolent (Edouard Molinaro)
- 1997 - Mauvais genre (Laurent Bénégui)
- 1997 - Messieurs les enfants (Pierre Boutron)
- 1998 - L'Homme est une femme comme les autres (Jean-Jacques Zilbermann)
- 1998 - Une chance sur deux (Patrice Leconte)
- 2000 - Salsa (Joyce Buñuel)
- 2001 - Le Placard (Francis Veber)
- 2003 - Tais-toi ! (Francis Veber)
- 2004 - Qui perd gagne ! (Laurent Bénégui)
- 2005 - Palais royal! (Valérie Lemercier)
- 2006 - La Doublure (Francis Veber)
- 2008 - L'Emmerdeur (Francis Veber)
- 2009 - Bancs publics (Versailles Rive-Droite) (Bruno Podalydès)
- 2010 - Les Invités de mon père (Anne Le Ny)
- 2010 - Toutes les filles pleurent (Judith Godrèche)
- 2010 - Comme les cinq doigts de la main (Alexandre Arcady)
- 2010 - Un balcon sur la mer (Nicole Garcia)
- 2012 - Je m'appelle Bernadette (Jean Sagols)
- 2012 - Paris-Manhattan (Sophie Lellouche)
- 2012 - La Clinique de l'amour (Artus de Penguern)
- 2014 - On a marché sur Bangkok (Olivier Baroux)
- 2016 - Des Nouvelles de la planète Mars (Dominik Moll)
- 2017 - Vive la crise (Jean-François Davy)
- 2018 - Moi et le Che (Patrice Gautier)

### Nominaties
Michel Aumont werd drie keer genomineerd voor de César voor beste acteur in een bijrol:
- 1978 - Des enfants gâtés
- 1980 - Courage fuyons
- 1985 - Un dimanche à la campagne

- Bibsys: 8003745
- Biblioteca Nacional de España: XX1563419
- Bibliothèque nationale de France: cb138909756 (data)
- Gemeinsame Normdatei: 141598778
- International Standard Name Identifier: 0000 0001 2142 5137
- Library of Congress Control Number: no2009133697
- MusicBrainz: d0c3ea46-12b6-4dba-84fc-1a178e8ad458
- Nationale Bibliotheek van Tsjechië: xx0150194
- Nationale bibliotheek van Australië: 35332334
- Nationale Bibliotheek van Israël: 987007422708905171
- Nationale Bibliotheek van Polen: a0000002801114
- Nederlandse Thesaurus van Auteursnamen: 235704709
- Istituto Centrale per il Catalogo Unico: UBOV246932
- SNAC: w6tf10c2
- Système universitaire de documentation: 077445562
- Trove: 914845
- Virtual International Authority File: 87289263
- WorldCat: E39PBJqk4vp8fgKV9hgTTWFxjC